# Tymošivka
Tymošivka (in ucraino Тимошівка? è un villaggio situato nel distretto di Čerkasy dell'oblast' di Čerkasy, in Ucraina. Si trova a 6 km a sud di Kam"janka. Nel 2009 il villaggio aveva una popolazione di 811 abitanti.

## Storia
La fondazione dell'insediamento chiamato Tymošivka risale alla metà del XVII secolo. Il nome del villaggio deriva da Timos Čumak, che fu il primo colono. Secondo un'altra leggenda, è qui che il figlio di Bohdan Chmel'nyc'kyj, Timiš, morì da cui deriva il nome.
All'inizio del XVIII secolo, Tymošivka era un membro dello Starosty di Smeljans'k e apparteneva al principe Stanisław Lubomirski. Nel 1787, cambiò le proprietà dal principe Grigorij Aleksandrovič Potëmkin, che la donò ai suoi nipoti K. Davydova.
Nel 1808, 869 anime vivevano nel villaggio. Il villaggio era diviso tra il decabrista O. P. Južnevs'kyj, la chiesa e altri proprietari terrieri. Negli anni '80 Tymošivka divenne una parrocchia del distretto di Čyhyryn. In questo periodo a Tymošivka c'erano 214 famiglie, 1 304 abitanti, un governo comunale, la Chiesa ortodossa, le scuole parrocchiali, due negozi, una fabbrica di mattoni.
Negli anni 1917-1920 nel villaggio ci fu una lotta per il potere. Fu nella regione di Tymošivka che operò il distaccamento partigiano Vasyl' Kvaša. Nel 1920 l'unità era composta da 300 ribelli. Durante le battaglie, la villa di Szymanowski fu distrutta. All'inizio del 1920 fu stabilito il potere sovietico. Nel 1928 viene organizzata la prima artiglieria "Nezamoznik". Nel 1930 furono create due associazioni cooperative: "Vittoria" e "Bolscevichi".
Durante l'Holodomor del 1932-1933 le perdite umane andarono da 170 a 1 000 persone.
Nei campi della guerra sovietico-tedesca, morirono 126 persone del villaggio. Nelle battaglie per il villaggio morirono 23 soldati sovietici.
Nel 1982 nel villaggio fu distrutta la chiesa di San Demetrio (la costruzione era iniziata nel 1814).

## Monumenti e luoghi d'interesse
Nel territorio del villaggio ci sono tre obelischi di Gloria, un monumento alle vittime dell'Holodomor, un ricordo degli abitanti del villaggio bruciati durante gli anni della guerra sovietico-tedesca.

## Cultura

### Istruzione
Nel villaggio hanno sede la scuola dal І al ІІІ grado, un centro ricreativo, una biblioteca, il Museo Karol Szymanowski e il museo di Etnologia.